# Trimaran
Trimaran je vodno plovilo, ki ima glavni trup in dva manjša trupa (plovca) pri straneh, ki sta pritrjena z glavnim preko nosilca. Koncept je podoben kot pri katamaranu. Večinoma se uporabljajo za jadranje, obstaja pa tudi trimaran trajekti in vojaške ladje.
Prve trimarane so gradila plemena v Polineziji skoraj 4000 let nazaj. Termin "trimaran", ki izhaja iz besed "Tri" in" (Kata)maran", se je pojavil v 20. stoletju.
Leta 2005 so za španskega operaterja Fred Olsen, S.A zgradili 127 m dolg trimaran trajekt Benchijigua Express. Ima kapaciteto 1280 potnikov in 340 avtomobilov. Potovalna hitrost je kar 40 vozlov (74 km/h). Leta 2005 je bilo to največje vodno plovilo grajeno iz aluminija.
Leta 2000 je podjetje QinetiQ zgradilo trimaran vojno ladjo RV Triton. Podjetje General Dynamics je za Ameriško mornarico zgradilo trimaran Littoral Combat Ship - LCS.
Oče modernih jadralnih trimaronov je ruski emigrant Viktor Čečet. Čečet je bil lovski pilot v 1. Svetovni vojni. V ZDA je zgradil dva trimarana Eggnog 1 in 2. Obe plovili sta bil zgrajeni iz vezanega lesa in sta bili 7 metrov dolgi.

## Primerjava z enotrupnimi (konvencionalnimi) plovili
V primerjavi z enako dolgim čolnom ima trimaran večjo širino ter manjši ugrez, zato lahko pluje v bolj plitvih vodah. Trimaran je po navadi stabilen tudi v močnejših vetrih in lahko pluje pri večjih hitrostih. Pri nekaterih trimaranih se da zložiti plovce h glavnem trupu in se tako zmanjša prostor v pristanišču. Trimaran je precej težje potopiti, so pa prvi trimarani imeli večjo možnost strukturnih poškodb. Pri trimananu ni potrebno obtežiti kobilice.

## Svetovni rekordi
Francoz Francis Joyon je postavil rekord za solo okroženje sveta, ki je trajal 57 dni, 13 ur in 34 minut. Njegov sonarodnjak Loïck Peyron je postavil rekord v najhitrejšem obroženju sveta, ki je trajalo 45 dni, 13 ur in 42 minut.
Eksperimentalni jadralni gliser Hydroptère je za nekaj trenutkov dosegel hitrost 56,3 vozla, vendr se je pozneje prevrnil.

## Galerija jadralnih trimaranov
- Izredno lahki "Spirit of Titan"
- "Nokia", 60 ft-long (18 m) dolg trimaran
- Trimaran z zložljivimi plovci, v razprti konfiguraciji
- Banque Populaire V maxi-trimaran, imetnik več hitrostnih rekordov
- "Triune" trimaran

## Galerija trimaranov na motorni pogon
- USS Independence (LCS-2)
- Earthrace v Malmö, Švedska.
- MV Gojira v pristanišču Hobart, Tasmanija.